# Сисеру
Си́серу Казими́ру Са́ншиш Семе́ду (порт. Cícero Casimiro Sanches Semedo; род. 8 мая 1986[…], Сейя) — гвинейский футболист, нападающий.

## Карьера
Начал профессиональную карьеру в португальском клубе третьего дивизиона «Униао Деспортива» (Сейя), затем перешёл в «Брагу». Выступал за юношескую и молодежную сборные Португалии.
Форвард таранного типа, хорошо играет головой, активно борется за мяч в чужой штрафной площадке, но при всех своих качествах мало забивает.
С начала 2005 года — в московском «Динамо». В основном выходил на замены или играл за дубль. В январе 2009 года игрок и клуб по взаимному согласию расторгли контракт. В сезоне 2012/13 сначала играл за португальский «Пасуш де Феррейра».

## Карьера в сборной
В сборной Гвинеи-Бисау является основным и лучшим бомбардиром в её истории.